# Питон-де-ла-Фурнез
Питон-де-ла-Фурнез (фр. Piton de la Fournaise) — действующий вулкан на юго-востоке острова Реюньон в Индийском океане (Маскаренские острова).
Питон-де-ла-Фурнез — щитовой вулкан высотой 2631 м. Кальдера вулкана диаметром около 8 км; начиная с XVII века было зафиксировано более 150 извержений вулкана (в отличие от неактивных вулканов Питон-де-Неж, расположенных северо-западнее), одни из последних произошли с 14 декабря 2008 по 5 февраля 2009 года, затем 5 ноября и 14 декабря 2009 года и 2 января 2010 года.
Вулкан Питон-де-ла-Фурнез изображён на неофициальном флаге Реюньона.
Кратер вулкана Питон-де-ла-Фурнез назван в честь французских вулканологов Мориса и Кати Крафт, погибших при извержении вулкана Ундзен.